# 11 a.C.
L'11 a.C. (XI a.C. in numeri romani) è un anno  del I secolo a.C.

## Morti
- Ottavia minore, nobildonna romana (n. 69 a.C.)